# SuG
SuG (яп. サグ) — японская рок-группа, основанная в 2006 году. Группа является одной из самых популярных групп осярэ кэй поджанра Visual kei. SuG выпустили четыре студийных альбома и много синглов. В 2010 группа заключила контракт с лейблом Pony Canyon.

## Название
Их название «Sug» взято из английского «Thug» (с англ. — «головорез»), прочитанный по-японски как  (яп. サグ Sagu). Их имя всегда записывается латиницей как «Sug».

## История
Группа появилась в 2006 году усилиями вокалиста Такэру и гитаристов Масато и Юдзи. Потом группа была полностью укомплектована бас-гитаристом Сёта и ударником Мицуру. Но потом Сёта покинул коллектив из-за проблем со здоровьем, и он был заменён Chiyu. Группа начала выступать вокруг Токио со слоганом Heavy possitive rock (рус. Тяжёлый позитивный рок). Их дебютными релизами были, I Scream Party, и в начале 2008 года, их первый альбом, Noiz Star.
Параллельно Такэру также известный как модель и эксперт в области моды, снялся в фильме Aquarian Age (рус. Эра водолея — снятый на основе аниме Aquarian Age: Sign for Evolution, которое в свою очередь было снято на основе игры Aquarian Age TCG), который заработал большую популярность, в том числе благодаря Такэру. Это ещё больше увеличило количество поклонников у коллектива.
Их следующий релиз назывался Punkitsch и на нём группа удивила публику элементами хип-хопа и сырым панк-звучанием. Некоторые критики полюбили их за этот релиз, расценив его как новое звучание на всей вижуал кэй сцене, другие раскритиковали его за умышленное облегчение звучания. Но несмотря на это популярность группы продолжала расти.
В мае 2009 года, ударник Мицуру ушёл из группы, ссылаясь на различия в музыкальных вкусах, и был заменён старым знакомым Такэро Симпэем. В том же году SuG сделал один из быстрейших на вижуал кей сцене переходов в высшую лигу, когда они подписали контракт с мэйджор лейблом Pony Canyon, а в начале 2010 этот лейбл выпустил их второй полноформатный альбом, Токио Muzical Hotel. Помимо этого дебютный мэйджер сингл коллектива Gr8 Story использовался как эндинг в популярном аниме Katekyōshi Hitman Reborn!. Первый мейджер альбом отличался дикой смесью стилей, в том числе метала и Драм-н-бейс, и сильно разнообразил творчество группы. Альбом получил положительные отзывы, но по иронии судьбы преимущественно за песни записанные в более классическом вижуал кэй звучании.
11 сентября 2015 года Sug объявили о том, что собираются в свой первый полноценный европейский тур, который начнётся 29 ноября и пройдёт в пяти странах: (Германии, Франции, Великобритании, России и Финляндии).
20 декабря 2017 года группа объявила о своём распаде.

## Участники
- Такэру (武瑠) — вокал, автор текстов и режиссёр клипов группы. Он профессиональная модель и является автором своей серии одежды под названием 「million $ orchestra」.
- Масато — гитара, соло-гитарист и лидер группы.
- Юдзи — гитара, ритм-гитарист, автор половины музыки группы.
- Тию — бас-гитара
- Симпэй — барабаны, клавишные (в том числе электроника на студийных записях)

Бывшие участники
- Сёта — бас-гитара (2006—2007)
- Мицуру — барабаны (2006—2009)

## Туры

### Заграничные туры
SuG 2015 Europe Tour (2015)
| Дата           | Место                  | Клуб                               |
| -------------- | ---------------------- | ---------------------------------- |
| 29 ноября 2015 | Кёльн, Германия        | Werkstatt                          |
| 30 ноября 2015 | Париж, Франция         | Backstage                          |
| 2 декабря 2015 | Лондон, Великобритания | O2 Academy Islington (O2 Academy2) |
| 3 декабря 2015 | Берлин, Германия       | Machinenhaus                       |
| 5 декабря 2015 | Мюнхен, Германия       | Technikum                          |
| 7 декабря 2015 | Москва, Россия         | Moscow Hall                        |
| 8 декабря 2015 | Хельсинки, Финляндия   | Tavastia Club                      |

Details: SuG 2015 Europe Tour Official Site Архивная копия от 3 марта 2016 на Wayback Machine

## Дискография
Альбомы и EP
- I Love Scream Party (19 декабря 2007)
- n0iZ stAr (14 мая 2008)
- Punkitsch (3 сентября 2008)
- Tokyo Muzical Hotel (9 марта 2010)
- Thrill Ride Pirates (9 марта 2011)
- Lollipop Kingdom (25 апреля 2012)

Синглы
- Scheat (1 августа 2007)
- Yumegiwa Downer (2 сентября 2007)
- Alterna (5 сентября 2007)
- Tricolour Color (3 декабря 2008)
- 39GalaxyZ (15 апреля 2009)
- Life♥2Die (14 октября 2009)
- P!NK masquerade (18 ноября 2009)
- gr8 story (27 января 2010)
- dot.0 (10 марта 2010)
- Koakuma Sparkling (30 июня 2010)
- R.P.G.: Rockin' Playing Game (1 сентября 2010)
- Crazy Bunny Coaster (12 января 2011)
- Mad$hip (5 февраля 2011)
- ☆ギミギミ☆ (15 июня 2011) (Gimigimi)
- Toy Soldier (26 октября 2011)
- 不完全 Beautyfool Days (1 февраля 2012) (Fukanzen Beautifool Days)
- swee†oxic (19 сентября 2012)

DVD
- Mujouken Koufukuron (無条件幸福論) (17 ноября 2010)

Сборники
- Cannonball Vol. 3 (2 февраля 2007)